# Cottleville
Cottleville és una població dels Estats Units a l'estat de Missouri. Segons el cens del 2009 tenia 3.227 habitants.

## Demografia
Segons el cens del 2000, Cottleville tenia 1.928 habitants, 600 habitatges, i 526 famílies. La densitat de població era de 190,4 habitants per km².
Dels 600 habitatges en un 56% hi vivien nens de menys de 18 anys, en un 79,3% hi vivien parelles casades, en un 5,7% dones solteres, i en un 12,2% no eren unitats familiars. En el 8,2% dels habitatges hi vivien persones soles el 2,2% de les quals corresponia a persones de 65 anys o més que vivien soles. El nombre mitjà de persones vivint en cada habitatge era de 3,2 i el nombre mitjà de persones que vivien en cada família era de 3,41.
Per edats la població es repartia de la següent manera: un 35,2% tenia menys de 18 anys, un 5,4% entre 18 i 24, un 38,8% entre 25 i 44, un 17,1% de 45 a 60 i un 3,5% 65 anys o més.
L'edat mediana era de 31 anys. Per cada 100 dones de 18 o més anys hi havia 99,4 homes.
La renda mediana per habitatge era de 74.200 $ i la renda mediana per família de 78.017 $. Els homes tenien una renda mediana de 48.714 $ mentre que les dones 35.000 $. La renda per capita de la població era de 26.729 $. Entorn de l'1,5% de les famílies i l'1,7% de la població estaven per davall del llindar de pobresa.

## Poblacions més properes
El següent diagrama mostra les poblacions més properes.